# 盛貢
盛 貢（もり みつぐ、1932年（昭和7年）12月9日 - ）は、日本の政治家。元青森県西津軽郡木造町（現・つがる市）長（5期）。

## 来歴
青森県西津軽郡木造町出身。青森県立木造高等学校卒。柴田村（のち木造町、現・つがる市）農業協同組合専務理事、木造町議会議員、同町農業協同組合組合長理事を経て、1983年（昭和58年）木造町長に就任。5期務める。2003年（平成5年）に退任。同年、岩木川左岸地区土地改良事業促進協議会会長となる。このほか、木造町出身の横綱旭富士の後援会長を務めた。